# Emiliano Zapata, Huimanguillo
Emiliano Zapata är en ort i Mexiko.   Den ligger i kommunen Huimanguillo och delstaten Tabasco, i den sydöstra delen av landet, 600 km öster om huvudstaden Mexico City. Emiliano Zapata ligger 48 meter över havet och antalet invånare är 225.
Terrängen runt Emiliano Zapata är platt. Runt Emiliano Zapata är det ganska glesbefolkat, med 43 invånare per kvadratkilometer. Närmaste större samhälle är Chontalpa, 3,6 km norr om Emiliano Zapata. Trakten runt Emiliano Zapata består till största delen av jordbruksmark.